# Edgeøya
Edgeøya is een onbewoond eiland in de Noordelijke IJszee. Het is een deel van de Spitsbergen-archipel. Het ligt ten oosten van het eiland Spitsbergen en ten zuiden van Barentszeiland. Het zuidwesten van het eiland wordt in tweeën gedeeld door de Tjuvfjord. Aan de oostzijde ligt de Olgastretet en de Barentszzee, ten westen het fjord Storfjorden en ten noorden de zeestraat Freemansundet. Het eiland is qua grootte te vergelijken met de Nederlandse provincie Gelderland.
In het zuiden deelt het dal Dyrdalen het eiland in twee delen.
Edgeøya maakt deel uit van het natuurreservaat Søraust-Svalbard. Het eiland is een belangrijk leefgebied voor de ijsbeer. Daarnaast wordt het bevolkt door rendieren.

## Gletsjers
Het oostelijke deel van het eiland is bedekt met de gletsjer Edgeøyjøkulen. Op het eiland liggen verschillende gletsjers, te weten:
- Albrechtbreen
- Bergfonna
- Blåisen
- Deltabreen
- Digerfonna
- Edgeøyjøkulen
- Gandbreen
- Hartmannbreen
- Kong Johans Bre
- Kuhrbreen
- Kvalpyntfonna
- Kvitisen
- Kvitkåpa
- Langjøkulen
- Marsjøbreen
- Pettersenbreen
- Philippibreen
- Raundalsfonna
- Rutenbergbreen
- Schwerdtbreen
- Seidbreen
- Skarvbreen
- Skrentbreen
- Stonebreen
- Storskavlen
- Sydowbreen
- Veidebreen

## Poolexpeditie 2015 & 2022

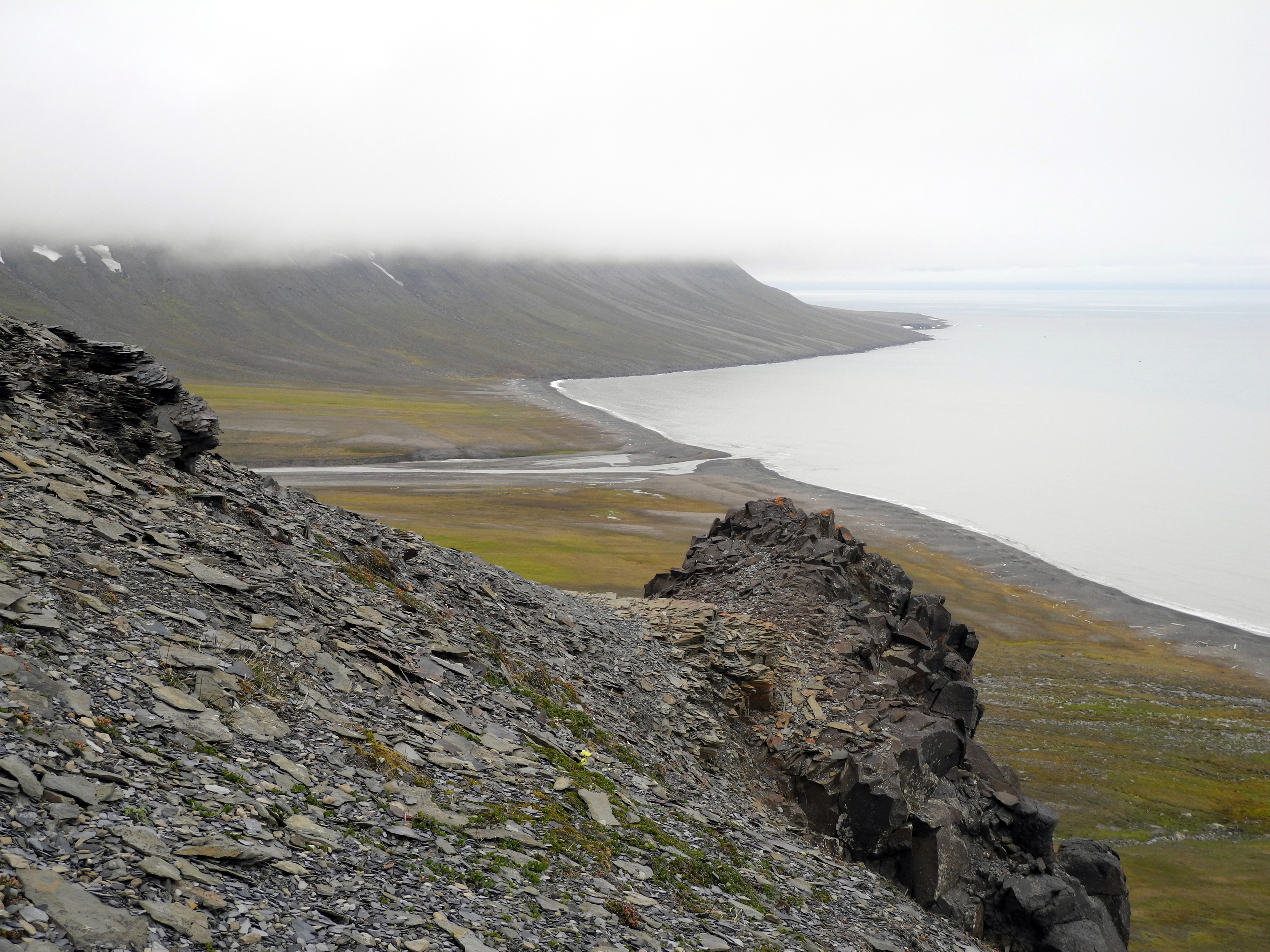
Kapp Lee, de kaap aan de noordwestzijde van Edgeøya

In augustus 2015 organiseerde het Arctisch Centrum van de Rijksuniversiteit Groningen de poolexpeditie SEES naar Edgeøya. Onder leiding van bioloog Maarten Loonen ging een groep van vijftig wetenschappers bij Kapp Lee op zoek naar de gevolgen van menselijk handelen in een van de meest afgelegen wildernissen. Naast wetenschappers waren ook een aantal bekende Nederlanders meegereisd, waaronder politicus Stientje van Veldhoven, weerman Peter Kuipers Munneke, weervrouw Helga van Leur en schrijver Ramsey Nasr.
Ook in 2022 werd er een SEES poolexpeditie georganiseerd. Dit maal ging er 12 dagen lang een team van NOS op 3 mee. Zij maakten een explainer en diverse andere video's en nieuwsberichten over het Poolgebied.